# Варна (пароход)
«Варна» — пароход, находившийся в составе военно-морского флота Российской империи и военно-морского флота Болгарии.

## Описание парохода
Судно представляло собой 450-тонный грузопассажирский колёсный пароход.
- во время службы в русском военном флоте он был вооружён двумя 47-мм артиллерийскими орудиями и двумя пулемётами,
- во время службы в болгарском военном флоте он был вооружён одним 37-мм орудием[1].

## История службы
Пароход «Белградъ» был построен в 1896 году для Русского Дунайского пароходства.
После начала первой мировой войны корабли Дунайского пароходства были мобилизованы, вооружены и использовались в качестве транспортов. Пароход «Белградъ» был вооружён двумя 47-мм артиллерийскими орудиями и двумя пулемётами.
Болгария объявила о нейтралитете, однако в условиях изменения внешнеполитической обстановки после успешного немецкого наступления на Восточном фронте 1 (14) октября 1915 года по решению царя Фердинанда I вступила в войну на стороне Центральных держав.
В этот же день пароход (выполнявший рейс по реке Дунай с грузом продовольствия для Сербии) был остановлен паровым катером болгарского военного флота «Борис», после чего поднявшаяся на борт болгарская пограничная стража арестовала судно. Некоторое время пароход использовался портовым управлением под именем «Лом», но затем был мобилизован и 8 ноября 1915 года — включён в состав болгарской Дунайской флотилии под новым именем «Варна».
В дальнейшем, он был вооружён одной 37-мм пушкой и до конца войны использовался в качестве военного транспорта, выполнив 800 рейсов по реке Дунай.
29 сентября 1918 года в Салониках Болгария подписала перемирие со странами Антанты. По его условиям болгарская армия была обязана немедленно оставить все занятые территории Сербии и Греции, провести демобилизацию, а всё вооружение и боеприпасы должны были складироваться под контролем войск Антанты.
30 сентября 1918 года перемирие вступило в силу, войска Антанты заняли территорию страны, судно оказалось в распоряжении оккупационных войск и было разоружено. В 1919 году пароход был передан французским оккупационным силам в качестве репараций (установленных после подписания Нёйиского мирного договора) и служил во французской пароходной компании (сначала под обозначением MF.12, а с 1930-х гг. — под именем «Paris»).